# Pois mascate
Mucuna pruriens
Espèce

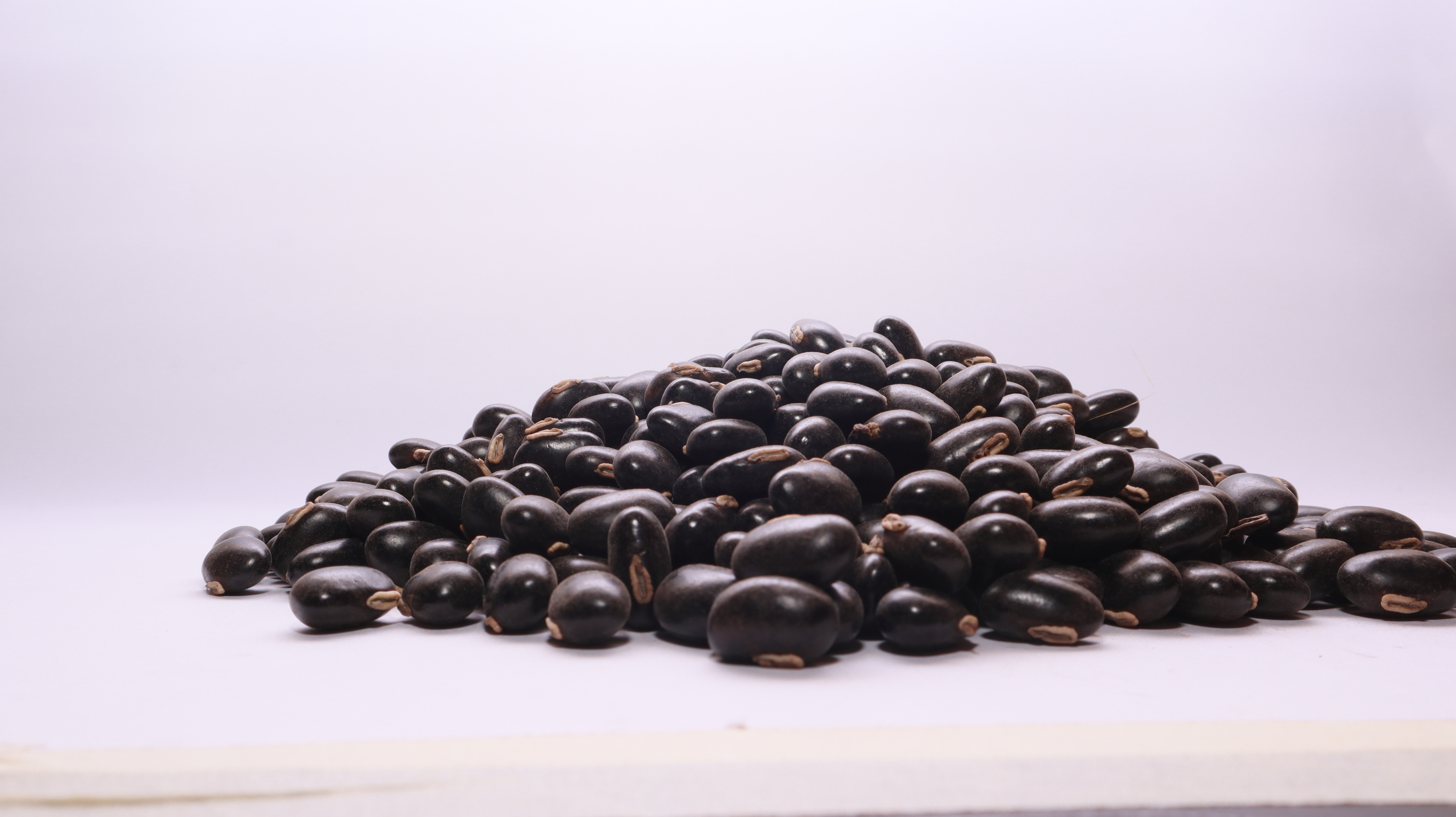
Les grains de la Mucuna.

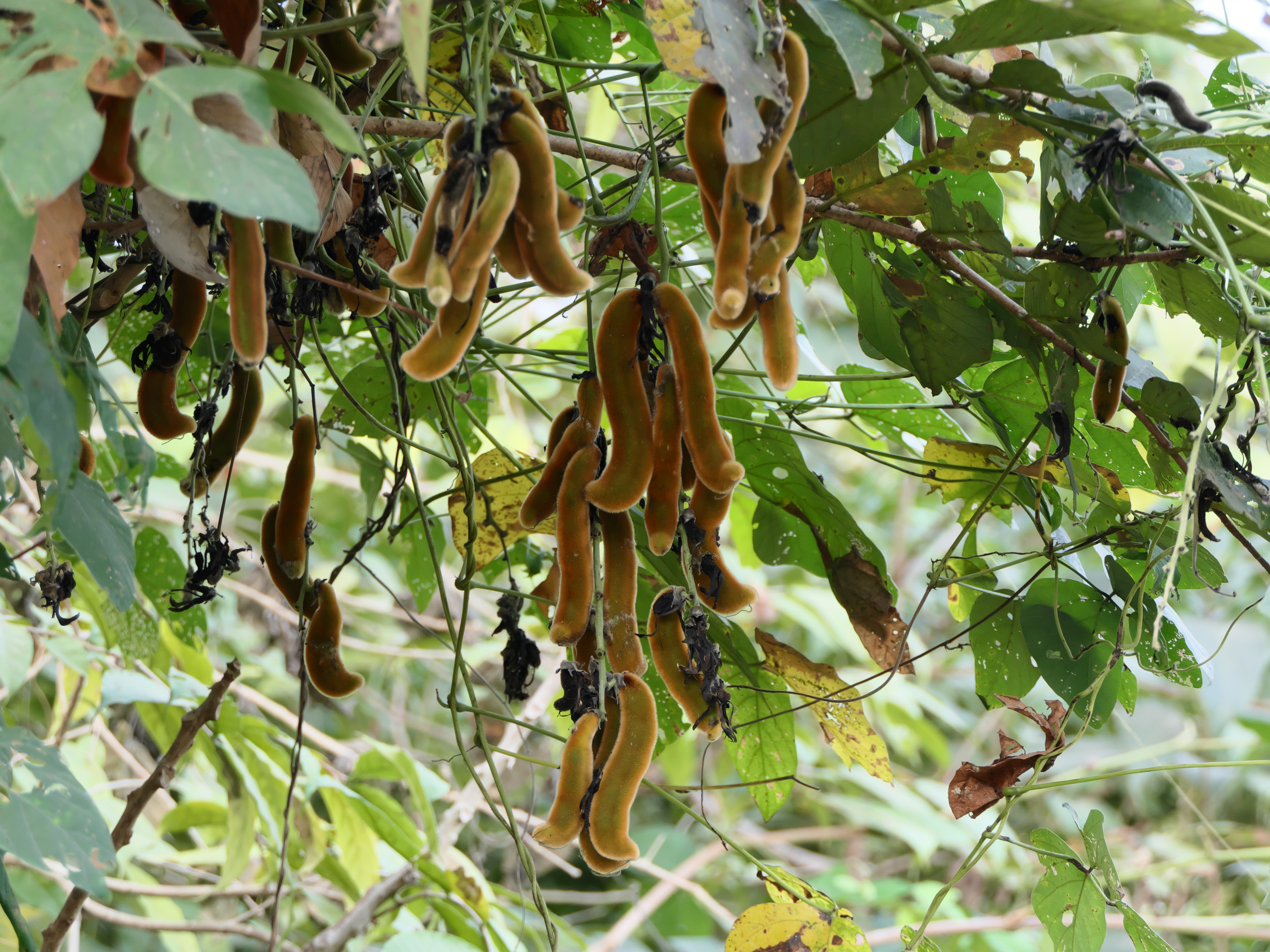

Le  pois mascate (Mucuna pruriens syn. Dolichos pruriens) est une espèce de plantes à fleurs de la famille des Fabaceae. C'est une annuelle que l'on retrouve dans les régions tropicales de l'Inde, de l'Afrique et des Antilles.

## Description
C'est une liane grimpante qui peut mesurer plus de 15 mètres de haut. Les feuilles sont à trois lobes triangulaires, ses fleurs sont blanches, bleues ou violettes sont en grappes et ses gousses pendantes sont en "S" et mesurent 8 −12 cm. Elles, sont recouvertes de poils brun jaunâtre "cuivrés" . Les multiples poils qui recouvrent ses gousses sont pointus et urticants. Ces poils étant dispersés par le vent, sous le vent et assez loin de gousses, l'effet urticant est déjà fort. Secs, les pois pèsent de 0,55 à 0,85 g. Les graines veinées sont noirâtres

## Surnoms
Il est connu sous de multiples noms dont :
- Haricot pourpre
- Pois du Bengale
- Poil à gratter (Cow'itch en anglais Juckbohne en allemand)[4],[5]
- Cow'hage
- Picapica
- Kapikachu
- Yerepe (Yoruba)
- Atmagupta
- Haricot sauvage
- Poonaikali
- Kaunch
- Tainkilotro en malgache

## Composition
Le pois mascate contient les composés suivants :
- L-Dopa (Lévodopa), un acide aminé précurseur du neurotransmetteur dopamine
- Glycosides
- Nicotine
- Prurénine

Dans les années 1950, Walter Shelley, un pionnier de la recherche sur les démangeaisons, émit l’hypothèse que le facteur de démangeaison du pois de Mascate est une enzyme, une protéase qu’il nomma mucunaïne. En 2008, Ethan Lerner confirma cette intuition en découvrant que la mucunaïne active un récepteur nommé PAR2 (Protease-Activated Receptor 2), présent dans la peau et les cellules nerveuses.
Les composants chimiques responsables des démangeaisons sont donc la mucunaïne, une endopeptidase, enzyme très irritante, et la sérotonine. En conjonction, elles favorisent le prurit (son nom d'espèce pruriens signifie : irritant).

### Dangers
Les poils des gousses très irritants pénètrent dans la peau et les muqueuses entrainant des démangeaisons et, au niveau de l'œil des ophtalmies. Ces poils agissent par piqures libérant des histamines. Cela peut provoquer des troubles asthmatiformes par constriction des bronches. Traditionnellement on traite les démangeaisons par application de cendres chaudes. Médicalement on procède à des traitements antihistaminiques.

## Utilisation

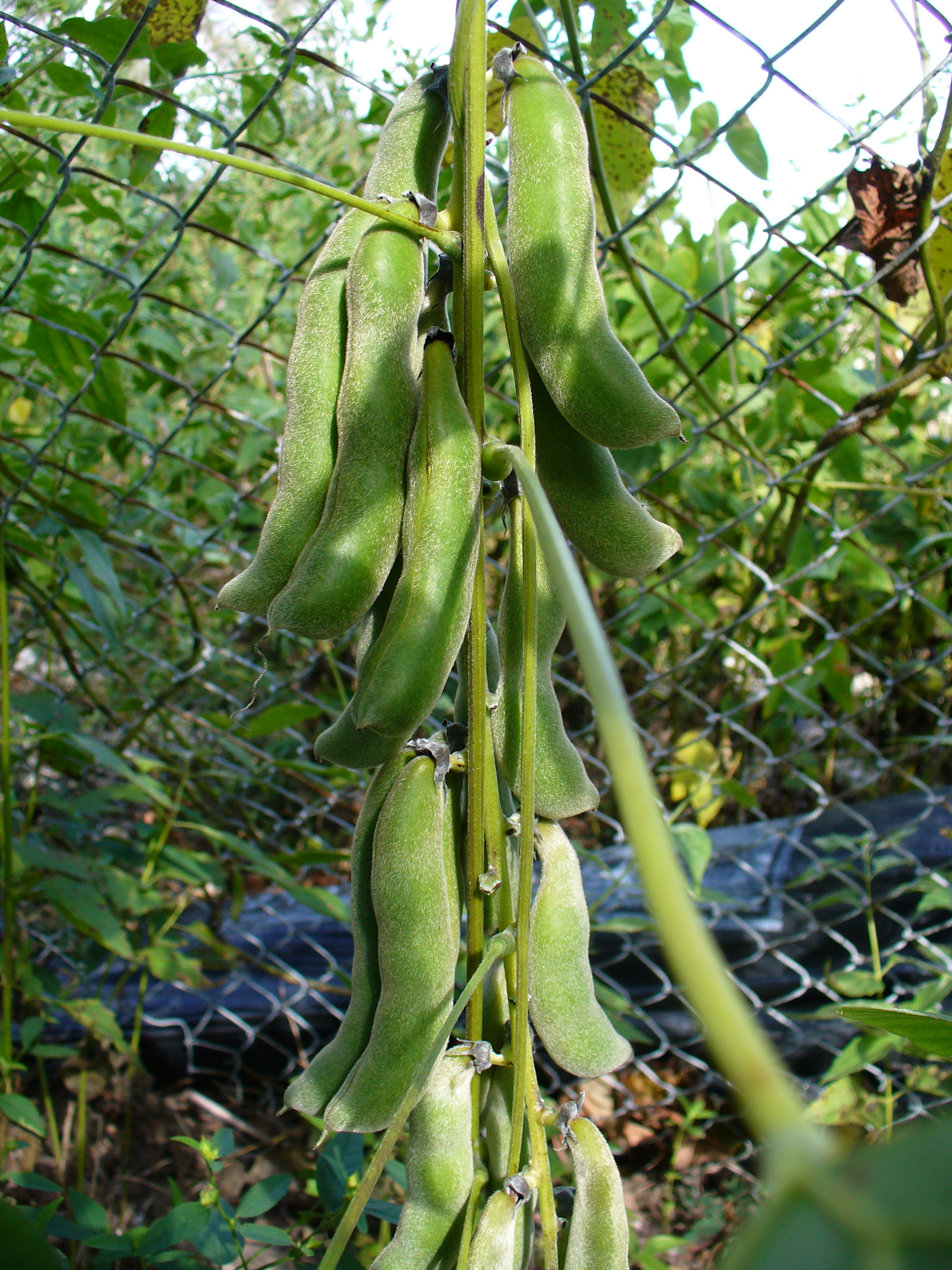

Le pois mascate est couramment utilisé à travers le monde dans les cultures de fourrages et d'engrais verts. Les poils extérieurs de ses gousses peuvent servir de poil à gratter.

### Médecine
Le pois mascate est utilisé dans la médecine ayurvédique qui lui prête de nombreux bienfaits dont celui de traiter l'anémie, la dysenterie, l'aménorrhée, les vers intestinaux et les morsures de serpents. Il est également utilisé pour ses effets anti-vieillissement.
Source de L-Dopa, l'extrait ou les graines de pois mascate sont utilisés  en médecine complémentaire dans la lutte contre la maladie de Parkinson et la dépression. Toutefois la biodisponibilité de la L-Dopa dans les graines de Mucuna est bien moindre (à quantité équivalente) que celle obtenue avec L-Dopa de synthèse (qui est formulée en association avec un inhibiteur de l'enzyme DOPA décarboxylase) ce qui la rend aussi moins efficace à traiter les symptômes parkinsoniens.
Des vertus aphrodisiaques sont également prêtées au pois mascate, il soignerait les troubles de l'érection et stimulerait la libido,. Le traitement par Mucuna pruriens a démontré un effet anti-obésité avec une amélioration de la composition corporelle, du profil biochimique et de la santé intestinale de rats obèses.
Riche en composants psychomimétiques pouvant provoquer des changements de comportement comparables aux effets hallucinogènes

### Alimentation
Sa gousse comestible est utilisée comme complément alimentaire.

### Agriculture
Le pois mascate a été introduit dans des itinéraires techniques de culture du maïs, au Honduras et au Guatemala, par des organisations non gouvernementales comme World Neighbors, Cosecha et Centro Maya. Elles ont constaté que sa culture avec du maïs augmentait considérablement les rendements. Cultivé comme amendement, il peut fixer 150kg d'azote par hectare et produire annuellement entre 50-100 tonnes de biomasse. Le matériel végétal est couché au sol comme engrais vert, ainsi, il élimine les adventices et participe à la construction du sol. Cette technique agronomique évite l'agriculture sur brûlis pour la création de nouvelles parcelles agricoles. Technique relativement simple, elle a, simultanément, l'avantage  d'améliorer la fertilité des sols avec des méthodes à bas prix et de préserver les forêts tropicales.